# Tetragnatha shanghaiensis
Tetragnatha shanghaiensis este o specie de păianjeni din genul Tetragnatha, familia Tetragnathidae, descrisă de Strand, 1907. Conform Catalogue of Life specia Tetragnatha shanghaiensis nu are subspecii cunoscute.